# Parafia Niepokalanego Poczęcia Najświętszej Maryi Panny w Koluszkach
Parafia pw. Niepokalanego Poczęcia Najświętszej Maryi Panny w Koluszkach – parafia rzymskokatolicka znajdująca się w archidiecezji łódzkiej w dekanacie koluszkowskim. Kościół został zbudowany w stylu neogotyckim w latach 1895–1921.
Parafia erygowana w październiku 1904 roku. Budowę w stylu neogotyckim rozpoczęto w 1895 roku. Kościół trzynawowy, z kaplicą oraz z wieżą z trzema dzwonami. Główną nawę ukończono w 1896 roku. W 1904 roku został poświęcony przez bpa warszawskiego Teofila Chościak Popiela. W obecnym kształcie architektonicznym ukończony w 1921 roku.

## Proboszczowie
- ks. Ignacy Dąbrowski (1904–1923)
- ks. Zygmunt Gajewicz (1923–1927)
- ks. Zygmunt Knapski (1927–1930)
- ks. Jan Rubaszkiewicz (1930–1934)
- ks. Zygmunt Wertyński (1935–1938)
- ks. Leon Leszczyński (1939–1948)
- ks. Zygmunt Hołdrowicz (1948–1962)
- ks. Tadeusz Szyszkiewicz (1962–1976)
- ks. Józef Masłowski (1976–1990)
- ks. Edward Wieczorek (1990–1999)
- ks. Kazimierz Pacholik (1999–2014)
- ks. Krzysztof Nowak (2014–2019)
- ks. Sławomir Jałmużny (od 2019)